# John D. Barrow
John David Barrow, född 29 november 1952 i London, död 26 september 2020 i Cambridge, var en brittisk kosmolog, teoretisk fysiker och matematiker. Han är också författare av populärvetenskaplig litteratur och amatördramatiker.

## Biografi
Barrow gick i skola i Wembley till 1964 och på Ealings läroverk för pojkar från 1964 till 1971. Han tog grundexamen i matematik och fysik vid Van Mildert College vid University of Durham 1974. År 1977 disputerade han för doktorsexamen i astrofysik vid Magdalen College under handledning av Dennis William Sciama. Han var sedan biträdande föreläsare på Christ Church, Oxford, 1977-81, varefter han arbetade två år som forskare i astronomi vid University of California, Berkeley, som Commonwealth Lindemann-stipendiet (1977-78) och Miller-stipendiat (1980-81).
År 1981 började han på University of Sussex där han avancerade till professor och chef för astronomicentret. År 1999 blev han professor vid Institutionen för tillämpad matematik och teoretisk fysik och medlem i Clare Hall vid universitetet i Cambridge. Årem 2003-2007 var han Gresham-professor i astronomi vid Gresham College i London, och han har varit utsedd till Gresham-professor i geometri åren 2008-2011; endast en person har tidigare haft två olika Greshamstolar.

## Författarskap
Förutom att ha publicerat mer än 500 tidskriftsartiklar har Barrow varit medförfattare (med Frank J. Tipler) till Den antropiska kosmologiska principen, ett arbete om historien om idéer, särskilt intelligent design och teleologi, samt en avhandling om astrofysik. Han har också publicerat 22 böcker för allmänheten, en serie som började 1983 med hans The Left Hand of Creation. Hans böcker sammanfattar läget i angelägna fysiska frågor, ofta i form av kompendier med ett stort antal fakta från verk av stora fysiker, såsom Paul Dirac och Arthur Eddington.

## Hedersbetygelser
År 2008, tilldelades Barrow Faradaypriset av Royal Society. Han invaldes som medlem i Royal Society (London) 2003 och valdes som medlem i Academia Europaea 2009. Han har också utnämnts till hedersdoktor vid universiteten i Hertfordshire, Sussex, Durham, S. Wales och Szczecin, och är hedersprofessor vid universitetet i Nanjing. 
Han tilldelades 2006 Templetonpriset för "Progress Toward forskning eller upptäckter om andliga realiteter"  och fick Diracpriset och Guldmedalj av Institute of Physics 2015 och Royal Astronomical Societys guldmedalj 2016.